# Radomir (miasto)
Radomir (bułg.: Радомир) – miasto w Bułgarii w obwodzie pernickim.  

## Historia
Miasto jest wymieniane po raz pierwszy w źródłach XV wiecznych jako Uradmur. Współczesna nazwa pojawia się po raz pierwszy w 1488 roku. Nazwa pochodzi wprost od imienia Radomir albo jest formą przymiotnikową tego imienia.
W drugiej połowie sierpnia 1918 roku po bitwie pod Dobro Polje, po nieudanych próbach wyjścia z okrążenia stutysięczna armia bułgarska poddała się. Front w Macedonii przestał istnieć, a żołnierze zaczęli masowo powracać do Bułgarii. Zaczęto tworzyć komitety wojskowe, które po aresztowaniu sztabu głównego skupiły się w Radomirze. Na wieść o powstaniu cesarz Ferdynand uwolnił z więzienia przywódcę partii chłopskiej Stambolijskiego, który wraz z grupą posłów i ministrem udał się do zbuntowanych oddziałów. Po przybyciu do Radomira Stambolijski nieoczekiwanie stanął na czele oddziałów powstańczych. 27 września powstańcy proklamowali w Radomirze utworzenie republiki. Prezydentem republiki został Stambolijski. Naczelny wódz sił powstańczych Rajko Daskałow na czele ośmiotysięcznej armii ruszył na Sofię, żądając od rządu sofijskiego podania się do dymisji. 30 września oddziały powstańcze zostały rozbite. Stambolijski ukrył się w Sofii.